# Grumtoft Sogn
Grumtoft Sogn (på ældre dansk Grumtofte Sogn, på tysk Kirchspiel Grundhof) er et sogn i det nordlige Angel i Sydslesvig. Sognet lå i Husby Herred (Flensborg Amt), nu kommunerne Dollerup, Grumtoft, Langballe og Vesterskov, Slesvig-Flensborg Kreds, delstaten Slesvig-Holsten. 
I Grumtoft Sogn findes flg. stednavne:
- Bondeslund (på tysk: Bundeslund)
- Bygbjerg
- Bønstrup (Bönstrup)
- Dollerup
- Dollerupmark
- Dollerupskov (Dollerupholz)
- Dybgrav (Tiefengrund)
- Ellegaard
- Grumtoft (også Grumtofte, Grundhof)
- Grønbjerg (Grünberg)
- Havlykke (Hafflücke),
- Hørupbjerg (også Hørrebjerg, Hörreberg)
- Katbjerg (Kattberg)
- Kikud
- Kragbjerg
- Langballe (Langballig)
- Langballeskov
- Langballeå (efter Langballe Å)
- Langballegaard (Freienwillen)
- Lundsgaard
- en del af Lyshøj (resten til Husby Sogn, Lutzhöft)
- Låsled el. Laasled (Geschlossenheck)
- Mariegaard (Mariengaard)
- Nordballe (Nordballig)
- Nørremark eller Nordmark (Norderfeld)
- Rævegrav
- Rævemose
- Spånbro, Spaanbro[1] (Sponbrück)
- Strygmølle (Streichmühle)
- Strygmøllebro
- Søkløft (også Søklev, Seeklüft)
- Sønderballe
- Søklev[2] eller Søkloft (Seeklüft)
- Terkelstoft
- Troldkjær
- Undevad (Unewatt)
- Undevadgaard
- Undevademark
- Undevadskov (Unewattholz) med Havløkke (Hafflücke)
- Vesterskov (Westerholz)
- Østerbjerg
- Østerskov